# Giro dell'Emilia 2014
Il Giro dell'Emilia 2014, novantasettesima edizione della corsa e valida come evento dell'UCI Europe Tour 2014 categoria 1.HC, si svolse l'11 ottobre 2014 su un percorso di 200 km. La vittoria fu appannaggio dell'italiano Davide Rebellin, che completò il percorso in 4h56'56", precedendo lo spagnolo Ángel Madrazo e il connazionale Franco Pellizotti.
Sul traguardo di San Luca 39 ciclisti, su 133 partiti da Bologna, portarono a termine la competizione.

## Squadre e corridori partecipanti
| N.    | Cod. | Squadra                      |
| ----- | ---- | ---------------------------- |
| 1-8   | LAM  | Lampre-Merida                |
| 11-18 | CAN  | Cannondale                   |
| 31-38 | ALM  | AG2R La Mondiale             |
| 41-48 | AND  | Androni Giocattoli-Venezuela |
| 51-58 | BAR  | Bardiani-CSF                 |
| 61-68 | NRI  | Neri Sottoli                 |
| 71-78 | CCC  | CCC Polsat-Polkowice         |
| 81-88 | CJR  | Caja Rural-Seguros RGA       |
| 91-98 | COL  | Colombia                     |

| N.      | Cod. | Squadra             |
| ------- | ---- | ------------------- |
| 101-108 | RVL  | RusVelo             |
| 111-118 | MTN  | MTN-Qhubeka         |
| 121-128 | WGG  | Wanty-Groupe Gobert |
| 131-138 | IDE  | Team Idea           |
| 141-148 | CEF  | Nankang-Fondriest   |
| 151-158 | MAE  | Marchiol-Emisfero   |
| 161-168 | VHS  | Vega-Hotsand        |
| 171-178 | AZT  | Area Zero Pro Team  |
| 181-188 | MGK  | MG Kvis-Trevigiani  |

## Ordine d'arrivo (Top 10)
| Pos. | Corridore          | Squadra            | Tempo    |
| ---- | ------------------ | ------------------ | -------- |
| 1    | Davide Rebellin    | CCC Polsat         | 4h56'56" |
| 2    | Ángel Madrazo      | Caja Rural         | a 11"    |
| 3    | Franco Pellizotti  | Androni Giocattoli | a 15"    |
| 4    | Edoardo Zardini    | Bardiani-CSF       | a 27"    |
| 5    | Manuel Bongiorno   | Bardiani-CSF       | a 32"    |
| 6    | Davide Formolo     | Cannondale         | a 36"    |
| 7    | Gianfranco Zilioli | Androni Giocattoli | a 1'45"  |
| 8    | Diego Rosa         | Androni Giocattoli | s.t.     |
| 9    | Marcos García      | Caja Rural         | a 1'47"  |
| 10   | Michel Kreder      | Wanty-Gobert       | s.t.     |